# Diane Gaidry
Diane Gaidry, née le 11 octobre 1964 sur l'Ellsworth Air Force Base près de Rapid City (Dakota du Sud) et morte le 30 janvier 2019 à Buffalo dans l'État de New York, est une actrice américaine.

## Filmographie
- 1990 : Beach Boys - Rêves d'été : Shawn
- 1991 : Frankenstein: The College Years
- 1995 : Course contre la mort : Annie
- 1998 : Love Without Socks
- 1998 : The Shy and the Naked
- 2001 : America So Beautiful : Lucy
- 2001 : Egg : Greta
- 2002 : The Dogwalker : Ellie
- 2003 : Alone
- 2004 : The Act : Une serveuse
- 2004 : Birth of Industry : Maya
- 2005 : Medium (1x12)
- 2005 : Need : Petite
- 2005 : Transaction : Angela (une Call girl)
- 2006 : Concerned Lady for America : Beverly
- 2006 : Loving Annabelle : Simone Bradley